# Penicilina benzatina
La bencilpenicilina benzatina (DCI), penicilina benzatina o penicilina (G) benzatínica, es una variedad química de la penicilina, administrada por vía intramuscular para el tratamiento de ciertas infecciones bacterianas. 
El medicamento es luego hidrolizada en la circulación sanguínea a la forma bencilpenicilina y por motivo de su presentación química, permite la producción de bencilpenicilina de manera prolongada, conllevando a acción antibacteriana de manera sostenida, aproximadamente por 3 a 6 semanas con una sola dosis inyectable. La penicilina benzatina es uno de los medicamentos esenciales de la Organización Mundial de la Salud
Aunque existen otras fórmulas novedosas, la penicilina benzatina, sigue siendo útil en tratamiento de la sífilis en todas sus localizaciones excepto en el Sistema Nervioso Central. También se indica en la prevención de la fiebre reumática en personas de alto riesgo.
La penicilina benzatina no es recomendada en menores de 3 años (riesgo de necrosis, síndrome de nicolau).